# Theodosis Kyprou
Theodosis Kyprou, född 24 februari 1992 i Cypern, är en cypriotisk före detta fotbollsanfallare som sedan 2015 spelar i Aris Limassol. Han har tidigare spelat i AC Omonia.